# 扎米爾齊
50°8′10″N 36°3′36″E / 50.13611°N 36.06000°E
扎米爾齊（烏克蘭語：Замірці）是位於烏克蘭東部的村莊，由哈爾科夫州哈爾科夫區的德爾哈奇市鎮負責管轄。該村始建於1680年，面積0.63平方公里，海拔高度146米，2001年人口86，人口密度每平方公里137.6人。